# Onthophagus jalapensis
Onthophagus jalapensis là một loài bọ cánh cứng trong họ Bọ hung (Scarabaeidae).